# Coniferopsida
Die Coniferopsida (auch Pinopsida genannt) sind eine Klasse von Samenpflanzen. Zu ihnen zählen die rezenten Koniferen und deren nahe verwandten, aber ausgestorbenen Voltziales. Aufgrund molekulargenetischer Merkmale werden auch die Gnetales inzwischen häufig zu dieser Gruppe gestellt.

## Merkmale
Die Koniferen und die Gnetales sind morphologisch derart stark verschieden, dass die Gruppe praktisch keine gemeinsamen Merkmale aufweist.

## Systematik
Zur Klasse Coniferopsida werden zwei rezente und eine ausgestorbene Ordnung gezählt:
- Koniferen (Coniferales)
- Gnetales
- Voltziales, die ausgestorbenen mutmaßlichen Vorläufer der Koniferen

Die Stellung der Gnetales innerhalb der Coniferopsida wird von vielen molekulargenetischen Untersuchungen gestützt. Einige zeigen sie allerdings auch als Schwestergruppe aller übrigen rezenten Samenpflanzen. Kladistische Analysen, die fossile Samenpflanzen einschließen, sehen sie jedoch in einer Klade gemeinsam mit den Bedecktsamern und Bennettitales.